# Sotimpius octodentus
Sotimpius octodentus är en mångfotingart som beskrevs av Chamberlin 1944. Sotimpius octodentus ingår i släktet Sotimpius och familjen stenkrypare.
Artens utbredningsområde är Guatemala. Inga underarter finns listade i Catalogue of Life.